# Botrychium spathulatum
Botrychium spathulatum är en låsbräkenväxtart som beskrevs av Wagner. Botrychium spathulatum ingår i släktet låsbräknar, och familjen låsbräkenväxter. Inga underarter finns listade i Catalogue of Life.

## Bilder

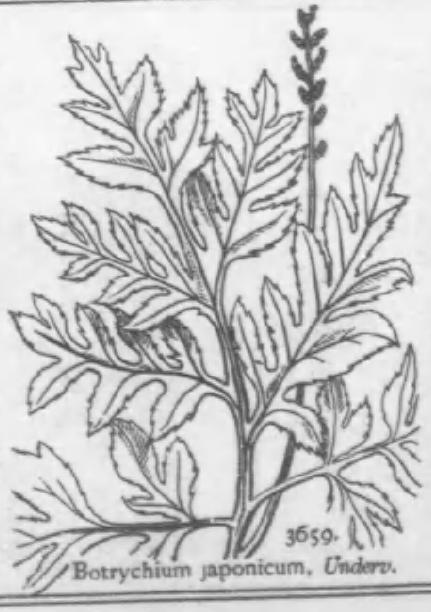
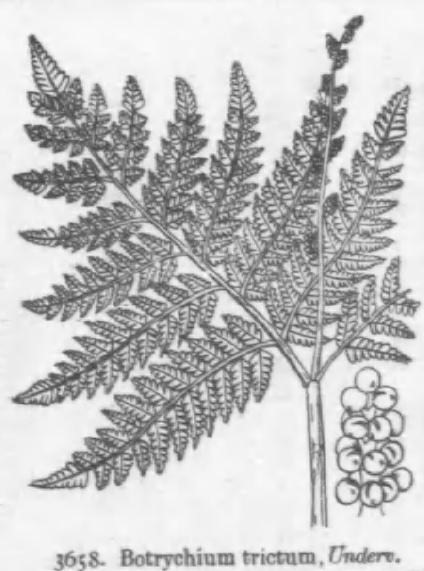